# Mehmet Eren Boyraz
Mehmet Eren Boyraz (Karadeniz Ereğli, 11 ottobre 1981) è un ex calciatore turco, di ruolo centrocampista.

## Caratteristiche tecniche
Ala destra, può essere schierato sia come ala sinistra sia come esterno destro.